# Ulrika Karlsson (fotbollsspelare)
Anna Ulrika Karlsson , född 14 oktober 1970 i Österfärnebo, är en svensk fotbollsspelare som vann Diamantbollen 1997, då hon spelade för Bälinge IF.
Ulrika Karlsson är en av tre målvakter som tagit emot priset som årets bästa kvinnliga fotbollsspelare (se Diamantbollen). De andra två är Elisabeth Leidinge och Hedvig Lindahl.